# Wensley Pithey
Wensley Pithey est un acteur sud-africain d'origine britannique né le 21 juin 1914 et mort le 10 novembre 1993.

## Biographie
En 1947, après avoir effectué ses études à l'Université du Cap, il part en Angleterre où il tient différents rôles, notamment dans des pièces de Shakespeare. Il est aussi apparu dans la pièce d'Eugene O'Neill, Anna Christie. Il a joué dans des séries télévisées comme Edward and Mrs. Simpson, Special Branch ou Poldark.

## Filmographie
- 1948 : London Belongs to Me de Sidney Gilliat
- 1950 : Your Witness (en)
- 1952 : Father's Doing Fine
- 1953 : Tortillard pour Titfield
- 1954 : La Revanche de Robin des Bois (Men of Sherwood Forest) de Val Guest
- 1956 : You Can't Escape (en) de Wilfred Eades
- 1956 : Tiger in the Smoke de Roy Ward Baker
- 1957 : Toubib en liberté (Doctor at Large) de Ralph Thomas
- 1957 : Train d'enfer
- 1957 : Blue Murder at St. Trinian's de Frank Launder
- 1957 : Kill Me Tomorrow de Terence Fisher
- 1957 : Les Trafiquants de la nuit (The Long Haul) de Ken Hughes
- 1959 : Teddy Boys (Serious Charge) de Terence Young
- 1960 : The Pure Hell of St. Trinian's de Frank Launder
- 1960 : Make Mine Mink de Robert Asher
- 1960 : Persuasion
- 1962 : The Boys (film, 1962) (en)
- 1965 : Le Knack... et comment l'avoir
- 1968 : Oliver !
- 1969 : Ah Dieu ! que la guerre est jolie (Oh! What a Lovely War)
- 1975 : Objectif Lotus (One of Our Dinosaurs Is Missing) de Robert Stevenson (réalisateur)
- 1983 : Red Monarch (en) de Jack Gold
- 1987 : Sur la route de Nairobi (White Mischief) de Michael Radford
- 1991 : American Friends (en) de Tristram Powell